# Anolis duellmani
Anolis duellmani (аноліс Дуеллмана) — вид ігуаноподібних ящірок родини анолісових (Dactyloidae). Ендемік Мексика. Вид названий на честь американського герпетолога Вільяма Едварда Дуеллмана.

## Поширення і екологія
Аноліси Дуеллмана мешкають на південних схилах вулкана Сан-Мартін та в горах Сьєрра-де-лос-Тустлас в штаті Веракрус. Вони живуть у вологих тропічних лісах, на висоті від 150 до 1780 м над рівнем моря.